# Майр, Рихард (оперный певец)
Рихард Майр (нем. Richard Mayr; 18 ноября 1877, Хёндорф, Пруссия — 1 декабря 1935, Вена, Австрия) — австрийский оперный певец (бас).

## Биография
Родился 18 ноября 1877 года в Хендорфе. Учился на медицинском факультете в Венском университете, параллельно выступал на любительских концертах, где был замечен Густавом Малером. Малер рекомендовал Майру учиться пению. Тот последовал его совету и в 1898 году поступил в Венскую консерваторию, а затем совершенствовался в Байройте под руководством Юлиуса Книзе. В 1902 году был приглашен Малером в Венскую государственную оперу, где дебютировал в партии Гомеса де Сильва в опере «Эрнани» Верди. Впоследствии выступал в театре «Ковент-Гарден» в роли барона Окса в опере «Кавалер розы» (1924), в «Метрополитен-опере» исполнял партию Погнера в «Нюрнбергских мейстерзингерах». Скончался 1 декабря 1935 года в Вене.

## Творчество
Майр — первый исполнитель партии Барака в «Женщине без тени» Р. Штрауса.